# Pavao Pervan
Pavao Pervan (phát âm tiếng Croatia: [pâʋao pêrʋan]; sinh ngày 13 tháng 11 năm 1987) là một cầu thủ bóng đá chuyên nghiệp người Áo thi đấu ở vị trí thủ môn cho câu lạc bộ VfL Wolfsburg tại Giải bóng đá vô địch quốc gia Đức và đội tuyển quốc gia Áo.